# Fairfield East (New South Wales)
Fairfield East is een voorstad van Sydney in de Australische deelstaat New South Wales. Bij de telling van 2016 had Fairfield East 5273 inwoners.